# 辛昂
辛 昂（しん こう、生年不詳 - 572年）は、西魏・北周の官僚・軍人。字は進君。本貫は隴西郡狄道県。

## 経歴
辛仲略の子として生まれた。幼児の頃から行いが大人びており、ある人相見は「公の家は代々冠冕を載く家柄ではありますが、名望と徳行をえて、富貴となること、この子に及ぶ者はおりません」と占った。辛昂は18歳のときに侯景に召し出されて行台郎中となり、鎮遠将軍の号を加えられた。547年（大統13年）、侯景が西魏に帰順すると、辛昂は長安に入朝した。丞相府行参軍に任じられた。548年（大統14年）、帰順の功績により、襄城県男に封じられた。丞相府田曹参軍に転じた。
552年（廃帝元年）、尉遅迥が蕭紀の拠る蜀を攻撃すると、辛昂は召募に応じて従軍した。553年（廃帝2年）、蜀が平定されると、辛昂は功績により輔国将軍の号を受け、都督の位を受けた。尉遅迥が上表して辛昂を竜州長史とし、竜安郡の事務を代行させた。竜州は山谷のあいだにあって、住民の気質は気難しかったが、辛昂は刑罰と温情を両用して統治し、官吏や民衆に敬愛された。尉遅迥は辛昂に統治の才能を見出して、再び上表して辛昂に成都県令を代行させた。辛昂は成都県に到着すると、諸生とともに文翁学堂を祭って、宴会を開き、儒教的な忠孝を重視するよう教戒した。梓潼郡太守に転出し、帥都督となり、通直散騎常侍の位を加えられた。556年（恭帝3年）、六官が建てられると、辛昂は入朝して司隷上士となり、繁昌県公の爵位を嗣いだ。
北周の明帝の初年、辛昂は天官府上士に任じられ、大都督の位を加えられた。560年（武成2年）、小職方下大夫に任じられ、小兵部を管轄した。562年（保定2年）、車騎大将軍・儀同三司の位に進められ、小吏部に転じた。564年（保定4年）、周軍が北斉を攻撃すると、辛昂は権景宣とともに豫州を平定した。
このころ益州は豊かで、北周の穀倉地帯となりつつあったが、反乱の続発にも苦慮していた。辛昂は梁州や益州に派遣されては、反抗的な民衆の安撫につとめ、城塞や駐屯地を整備した。566年（天和元年）、陸騰が信州の少数民族の反乱を討伐した。武帝は辛昂に命じて通州や渠州の食糧を輸送させようとしたが、このとき臨州・信州・楚州・合州などの民衆の多くが反乱側に加担しており、輸送は困難であった。辛昂は行く先々の人々に利害を説いて帰順させ、輸送を成功させた。命令を果たして帰還すると、巴州万栄郡の民衆が反乱を起こし、郡城を包囲して、山路を遮断していた。辛昂は開州と通州で3000人を集めて急行し、反乱側の不意を突いた。辛昂率いる軍勢はみな中国の歌を歌い、反乱軍の堡塁を直撃した。反乱軍は混乱して逃散し、反乱は鎮圧された。梁州総管の杞国公宇文亮が上表して、辛昂は渠州刺史とされた。まもなく通州刺史に転じた。辛昂は誠実な統治で少数民族の心をつかみ、任期を満了して長安に帰るにあたっては、通州の少数民族の首領たちはみな辛昂に随行して長安の宮殿を訪れ、武帝の朝見を受けた。辛昂は驃騎大将軍・開府儀同三司の位に進められた。
ときに辛昂は権臣の晋公宇文護に親しく遇されており、武帝はこのことを憎んでいた。572年（天和7年）、宇文護が殺害されると、辛昂は杖罰を加えられ、これがもとで死去した。

## 伝記資料
- 『周書』巻39 列伝第31
- 『北史』巻70 列伝第58